# Milton Work
Milton C. Work (1864-1934) fut une autorité reconnue dans le monde des jeux du whist et du bridge.
Dans ses écrits, il suggère un nouveau mode d'évaluation des mains au bridge, un système très simple et efficace qui connaît toujours un immense succès :
- As = 4 points ;
- Roi = 3 points ;
- Dame = 2 points ;
- Valet = 1 point ;
- Les cartes inférieures (10, 9, 8, 7, 6, 5, 4, 3, 2) = 0 point.

Ce système, d'abord connu comme les points Work, fut ensuite adapté par Charles Goren pour évaluer toutes les mains. Aujourd'hui, on parle simplement de points d'honneurs.
Il a de plus donné son nom à une technique de jeu de la carte classique consistant à imposer à l'adversaire un choix entre donner une levée ou en perdre une. Appelée Coup de Milton Work, cette technique est aussi connue sous le nom de fourchette de Morton.
Milton Work a par ailleurs été le manager de l'équipe de cricket de Philadelphie qui effectua une tournée en Angleterre en 1897. Il avait auparavant joué pour le Belmont Cricket Club entre 1880 et 1887 et joué au cricket, au tennis et au baseball pour l'Université de Pennsylvanie en 1887. Il fut éditeur du magazine American Cricketer.